# رودلف کلاوزیوس
رودلف یولیوس امانوئل کلاوزیوس (به آلمانی: Rudolf Julius Emanuel Clausius) فیزیکدان و ریاضیدان آلمانی یکی از سه عضو گروه سه نفری دانشمندان بزرگ واضع ترمودینامیک را که شاید بزرگ‌ترین همه اکتشافات علمی قرن نوزدهم باشد را تکمیل می‌کند.

## زندگانی
رودلف کلوزیوس در ۲ ژانویه ۱۸۲۲ در شهر کشالین واقع در ایالت پومانی پادشاهی پروس متولد شد. او تحصیلات خود را در مدرسه پدرش آغاز کرد. پس از چندی به مدرسه جمنیزین در شهر استتین رفت؛ و پس از چندی در سال ۱۸۴۴ از طرف دانشگاه برلین بورس تحصیلی گرفت. جایی که او در آنجا مبانی فیزیک و مکانیک را همراه با افرادی چون هاینریش مگنس ویوهان دریکله ویاکوب اشتاینر فرا گرفت. او با پایان‌نامه اش با نام تأثیرات اپتیک در اتمسفر زمین دکترای خود را از دانشگاه هال آلمان گرفت. چندی بعد او در دانشگاه برلین به عنوان پروفسور فیزیک کار خود را آغاز کرد. همچنین او چندی بعد پروفسور دانشگاه زوریخ هم شد.

## تحقیقات و اکتشافات

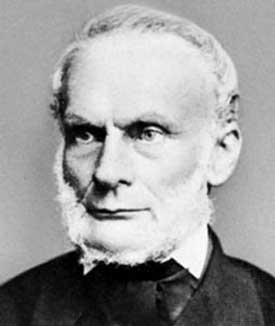
رودولف کلازیوس

اولین اثر او در ۱۸۵۰ منتشر شد و آنگاه یک سلسله اکتشافات جدید تا سال ۱۸۶۲ در پشت سر آن به وجود آمد و در سال ۱۸۶۴ از مجموعه آن‌ها کتابی به نام تئوری مکانیک حرارت تشکیل شد که دانش ترمودینامیک را بر مبانی خود مستحکم کرد.
اولین قانون ترمودینامیک چنین می‌آموخت که انرژی از بین نمی‌رود و به هر صورت که خود را نشان دهد اعم از الکتریسیته و انرژی شیمیایی و نور و حرارت و کار مکانیکی مقدار آن همواره تغییر ناپذیر است. قانون دوم یا قانون کارنو–کلوزیوس وسیله مقایسه انرژی را با جریان رودخانه به دست می‌داد که می‌توان به سهولت سقوط کند و حال آنکه بالا بردن آن از ارتفاعات کار بسیار مشکلی است.
به این ترتیب اصل کارنو-کلوزیوس با تعیین جهت تبدیلات انرژی اصل بقای انرژی را کامل کرد.

## تحقیقات در اواخر عمر و مرگ
کلوزیوس که سمت استاد دانشگاه زوریخ معین گردید در سال ۱۸۵۷ شروع به بسط دادن حدود اصل کارنو-کلوزیوس کرد. در سال ۱۸۵۷ سؤالی به ذهنش رسید که آیا به کار بردن ترمودینامیک در مورد گازها فوایدی نخواهد داشت؟ و با خود چنین گرفت:می‌دانیم که در سال ۱۷۳۸ دانیل برنولی برای اولین بار حرارت گازها را نتیجه حرکت مولکول‌های آن دانست اما علم از زمان او تا حال تغییرات زیادی کرده‌است و من می‌توانم مسئله را با در دست داشتن تمام منابع ریاضی کنونی از نو مورد مطالعه قرار دهم.
به این ترتیب کلوزیوس هر گاز را به منزله اجتماع میلیاردها مولکولی که دائماً در هیجان می‌باشند در نظر گرفت و اساس تئوری حرکتی گازها را تشکیل داد و تا زمان مرگ ناگهانی خود که در ۲۴ اوت ۱۸۸۸ اتفاق افتاد، هم خود را مصروف این کار می‌کرد وهم در این هنگام استاد دانشگاه بن بود.